# Encarsia nigricephala
Encarsia nigricephala är en stekelart som beskrevs av Dozier 1937. Encarsia nigricephala ingår i släktet Encarsia och familjen växtlussteklar.
Artens utbredningsområde är:
- Colombia.
- Costa Rica.
- Kuba.
- Dominikanska republiken.
- Ecuador.
- Guatemala.
- Honduras.
- Jamaica.
- Guadeloupe.
- Nauru.
- Puerto Rico.
- Réunion.
- Venezuela.
- Barbados.
- Grenada.
- Martinique.

Inga underarter finns listade i Catalogue of Life.